# Samtgemeinde Flotwedel
De Samtgemeinde Flotwedel is een Samtgemeinde in de Duitse deelstaat Nedersaksen. De gemeente behoort bestuurlijk tot de Landkreis Celle.

Ligging SG Flotwedel in de Lkr. Celle

De Samtgemeinde is opgericht in 1972 en bestaat uit de gemeenten Bröckel, Eicklingen, Langlingen en Wienhausen. Hoofdplaats van de Samtgemeinde is Wienhausen.
Eicklingen ligt circa 10 km ten zuidoosten van Altencelle, een door industrie gekenmerkt stadsdeel van de stad Celle. Eicklingen en Celle zijn met elkaar verbonden door de Bundesstraße 214.  Dit is ook de belangrijkste verkeersweg in de gehele Samtgemeinde.  Autobahnen zijn binnen 30 km van de Samtgemeinde niet aanwezig.
Openbaar-vervoerreizigers van, naar en in de Samtgemeinde zijn aangewezen op de streekbus van Eicklingen naar Celle. In die stad is het dichtstbijzijnde spoorwegstation te vinden, waar ook passagierstreinen stoppen. Overig openbaar vervoer is te verwaarlozen.
De belangrijkste middelen van bestaan zijn het toerisme en de landbouw. Verder wonen er veel mensen, die een baan of studie in het meer dan 30 km verwijderde Hannover of andere steden in de omgeving hebben (woonforensen).
Belangrijkste bezienswaardigheid is het klooster te Wienhausen, met een internationaal befaamde collectie wandtapijten. Daarnaast profiteert de gemeente van aanwezig natuurschoon;  de Samtgemeinde Flotwedel ligt niet zeer ver ten zuiden van de Lüneburger Heide. De Samtgemeinde ligt aan de (niet voor vrachtschepen bevaarbare) rivier de Aller. Aan de oevers van deze rivier liggen enige campings.
De naam Flotwedel is afgeleid van de Oudsaksische gouwnaam Flutwide  in Oostfalen.